# Matej Pavletić
Matej Pavletić, hrvatski kolekcionar arheološke građe.
Tijekom mnogih godina kolekcionarske aktivnosti upornošću i entuzijazmom strpljivo je prikupio vrijednu arheološku zbirku. Zbirka nije usko sadržajno profilirana. Čak 1269 predmeta, koliko ih ukupno sadrži, vrlo je šarolika sastava i podrijetla, a od 1016 artefakata kojima je utvrđeno antičko podrijetlo manji je broj grčkih, dok su u znatnoj većini zastupljeni raznovrsni spomenici rimske provenijencije. Zastupljeni su i pretpovijesni, egipatski i srednjovjekovni predmeti. Da je riječ o doista bogatoj i raznovrsnoj donaciji, svjedoči i podatak da je na njoj punih godinu dana radilo čak sedam arheologa, a kako je najavljeno, velik dio eksponata naći će svoje mjesto i u stalnom postavu Muzeja. Zbirku je Arheološkom muzeju u Zagreb na otkup ponudila Pavletićeva kći Iva Bačić želeći da i u budućnosti ostane onakvom kakvu je i naslijedila. Muzej ju je otkupio 2001. godine.
14. srpnja 2004. u zagrebačkom Arheološkom muzeju otvorena je izložba Na tragovima vremena, koja predstavlja izbor od 577 predmeta razvrstanih u 293 kataloške jedinice, koji na najbolji način reprezentiraju cjelokupnu zbirku, ali i skupljačke afinitete njezina tvorca Mateja Pavletića.